# Салеми
Салеми (итал. Salemi) је насеље у Италији у округу Трапани, региону Сицилија.
Према процени из 2011. у насељу је живело 7788 становника. Насеље се налази на надморској висини од 328 м.

## Становништво
Према резултатима пописа становништва 2011. у општини је живело 10.871 становника.
| 1936.  | 1951.  | 1961.  | 1971.  | 1981.  | 1991.  | 2001.  | 2011.  |
| ------ | ------ | ------ | ------ | ------ | ------ | ------ | ------ |
| 17.308 | 17.535 | 15.364 | 13.040 | 12.427 | 12.321 | 11.578 | 10.871 |